# Temporadas de la NBA
La NBA dio comienzo en la temporada 1946-47, y desde entonces, se han jugado un total de 76 campañas.

## Lista
| Temp.         | Mejor balance                         | Récord        | Año      | Campeón Este            | Campeón Oeste              | Año     | Campeón                    | N.º de equipos | N.º de partidos | Notas | Ref.   |        |
| Temp. regular | Temp. regular                         | Temp. regular | Playoffs | Playoffs                | Playoffs                   | Finales | Finales                    | N.º de equipos | N.º de partidos | Notas | Ref.   |        |
| ------------- | ------------------------------------- | ------------- | -------- | ----------------------- | -------------------------- | ------- | -------------------------- | -------------- | --------------- | --- | ------ | ------ |
| 1946-47       | Washington Capitols (1)               | 49–11 (.817)  | 1947     | Philadelphia Warriors   | Chicago Stags (1)          | 1947    | Philadelphia Warriors      | 11             | 60              | Temporada inaugural con 11 equipos | [ 1 ]  |        |
| 1947-48       | St. Louis Bombers (1)                 | 29–19 (.604)  | 1948     | Philadelphia Warriors   | Baltimore Bullets (1)      | 1948    | Baltimore Bullets(1)       | 8              | 48              | 4 equipos desaparecidos; 1 equipo de la ABL se unió                                                                                             | [ 2 ]  |        |
| 1948-49       | Rochester Royals                      | 45–15 (.750)  | 1949     | Washington Capitols (1) | Minneapolis Lakers         | 1949    | Minneapolis Lakers         | 12             | 60              | 4 equipos de la NBL se unieron | [ 3 ]  |        |
| 1949-50       | Syracuse Nationals                    | 51–13 (.797)  | 1950     | Syracuse Nationals      | Anderson Packers (1)       | 1950    | Minneapolis Lakers         | 17             | 64              | NBL se fusionó con la BAA and y fue renombrada como NBA; 2 equipos desaparecidos; 6 equipos de la NBL se unieron; 1 equipo en expansión se unió | [ 4 ]  |        |
| 1950-51       | Minneapolis Lakers                    | 44–24 (.647)  | 1951     | New York Knicks         | Rochester Royals (1)       | 1951    | Rochester Royals (1)       | 11             | 68              | 6 equipos desaparecidos; 1 durante la temporada; se disputó el primer All-Star Game                                                             | [ 6 ]  |        |
| 1951-52       | Rochester Royals                      | 41–25 (.621)  | 1952     | New York Knicks         | Minneapolis Lakers         | 1952    | Minneapolis Lakers         | 10             | 66              | | [ 7 ]  |        |
| 1952-53       | Minneapolis Lakers                    | 48–22 (.686)  | 1953     | New York Knicks         | Minneapolis Lakers         | 1953    | Minneapolis Lakers         | 10             | 70              | | [ 8 ]  |        |
| 1953-54       | Minneapolis Lakers                    | 46–26 (.639)  | 1954     | Syracuse Nationals      | Minneapolis Lakers         | 1954    | Minneapolis Lakers         | 9              | 72              | 1 equipo desaparecido | [ 9 ]  |        |
| 1954-55       | Syracuse Nationals Fort Wayne Pistons | 43–29 (.597)  | 1955     | Syracuse Nationals      | Fort Wayne Pistons         | 1955    | Syracuse Nationals         | 9              | 72              | 1 equipo desaparecidos durante la temporada | [ 11 ] |        |
| 1955-56       | Philadelphia Warriors                 | 45–27 (.625)  | 1956     | Philadelphia Warriors   | Fort Wayne Pistons         | 1956    | Philadelphia Warriors      | 8              | 72              | | [ 12 ] |        |
| 1956-57       | Boston Celtics                        | 44–28 (.611)  | 1957     | Boston Celtics          | St. Louis Hawks            | 1957    | Boston Celtics             | 8              | 72              | | [ 13 ] |        |
| 1957-58       | Boston Celtics                        | 49–23 (.681)  | 1958     | Boston Celtics          | St. Louis Hawks            | 1958    | St. Louis Hawks (1)        | 8              | 72              | | [ 14 ] |        |
| 1958-59       | Boston Celtics                        | 52–20 (.722)  | 1959     | Boston Celtics          | Minneapolis Lakers         | 1959    | Boston Celtics             | 8              | 72              | | [ 15 ] |        |
| 1959-60       | Boston Celtics                        | 59–16 (.787)  | 1960     | Boston Celtics          | St. Louis Hawks            | 1960    | Boston Celtics             | 8              | 75              | | [ 16 ] |        |
| 1960-61       | Boston Celtics                        | 57–22 (.722)  | 1961     | Boston Celtics          | St. Louis Hawks (4)        | 1961    | Boston Celtics             | 8              | 79              | | [ 17 ] |        |
| 1961-62       | Boston Celtics                        | 60–20 (.750)  | 1962     | Boston Celtics          | Los Angeles Lakers         | 1962    | Boston Celtics             | 9              | 80              | 1 equipo en expansión se unió | [ 18 ] |        |
| 1962-63       | Boston Celtics                        | 58–22 (.725)  | 1963     | Boston Celtics          | Los Angeles Lakers         | 1963    | Boston Celtics             | 9              | 80              | | [ 19 ] |        |
| 1963-64       | Boston Celtics                        | 59–21 (.738)  | 1964     | Boston Celtics          | San Francisco Warriors     | 1964    | Boston Celtics             | 9              | 80              | | [ 20 ] |        |
| 1964-65       | Boston Celtics                        | 62–18 (.775)  | 1965     | Boston Celtics          | Los Angeles Lakers         | 1965    | Boston Celtics             | 9              | 80              | Elegido uno de los 10 mejores equipos de la historia de la NBA                                                                                  | [ 21 ] |        |
| 1965-66       | Philadelphia 76ers                    | 55–25 (.688)  | 1966     | Boston Celtics          | Los Angeles Lakers         | 1966    | Boston Celtics             | 9              | 80              | | [ 22 ] |        |
| 1966-67       | Philadelphia 76ers                    | 68–13 (.840)  | 1967     | Philadelphia 76ers      | San Francisco Warriors     | 1967    | Philadelphia 76ers         | 10             | 81              | 1 equipo en expansión se unió; Elegido uno de los 10 mejores equipos de la historia de la NBA                                                   | [ 23 ] |        |
| 1967-68       | Philadelphia 76ers                    | 62–20 (.756)  | 1968     | Boston Celtics          | Los Angeles Lakers         | 1968    | Boston Celtics             | 12             | 82              | 2 equipos en expansión se unieron | [ 24 ] |        |
| 1968-69       | Baltimore Bullets                     | 57–25 (.695)  | 1969     | Boston Celtics          | Los Angeles Lakers         | 1969    | Boston Celtics             | 14             | 82              | 2 equipos en expansión se unieron | [ 25 ] |        |
| 1969-70       | New York Knicks (1)                   | 60–22 (.732)  | 1970     | New York Knicks         | Los Angeles Lakers         | 1970    | New York Knicks            | 14             | 82              | Elegido uno de los 10 mejores equipos de la historia de la NBA                                                                                  | [ 26 ] |        |
| 1970-71       | Milwaukee Bucks                       | 66–16 (.805)  | 1971     | Baltimore Bullets       | Milwaukee Bucks            | 1971    | Milwaukee Bucks            | 17             | 82              | 3 equipos en expansión se unieron | [ 27 ] |        |
| 1971-72       | Los Angeles Lakers                    | 69–13 (.841)  | 1972     | New York Knicks         | Los Angeles Lakers         | 1972    | Los Angeles Lakers         | 17             | 82              | Elegido uno de los 10 mejores equipos de la historia de la NBA                                                                                  | [ 28 ] |        |
| 1972-73       | Boston Celtics                        | 68–14 (.829)  | 1973     | New York Knicks         | Los Angeles Lakers         | 1973    | New York Knicks (2)        | 17             | 82              | | [ 29 ] |        |
| 1973-74       | Milwaukee Bucks                       | 59–23 (.720)  | 1974     | Boston Celtics          | Milwaukee Bucks            | 1974    | Boston Celtics             | 17             | 82              | | [ 30 ] |        |
| 1974-75       | Boston Celtics                        | 60–22 (.732)  | 1975     | Washington Bullets      | Golden State Warriors      | 1975    | Golden State Warriors      | 18             | 82              | 1 equipo en expansión se unió | [ 31 ] |        |
| 1975-76       | Golden State Warriors                 | 59–23 (.720)  | 1976     | Boston Celtics          | Phoenix Suns               | 1976    | Boston Celtics             | 18             | 82              | | [ 32 ] |        |
| 1976-77       | Los Angeles Lakers                    | 53–29 (.646)  | 1977     | Philadelphia 76ers      | Portland Trail Blazers     | 1977    | Portland Trail Blazers (1) | 22             | 82              | ABA se fusionó con la NBA; 4 equipos de la ABA se unieron                                                                                       | [ 33 ] |        |
| 1977-78       | Portland Trail Blazers                | 58–24 (.707)  | 1978     | Washington Bullets      | Seattle SuperSonics        | 1978    | Washington Bullets (1)     | 22             | 82              | | [ 34 ] |        |
| 1978-79       | Washington Bullets (2)                | 54–28 (.659)  | 1979     | Washington Bullets (4)  | Seattle SuperSonics        | 1979    | Seattle Supersonics (1)r   | 22             | 82              | | [ 35 ] |        |
| 1979-80       | Boston Celtics                        | 61–21 (.744)  | 1980     | Philadelphia 76ers      | Los Angeles Lakers         | 1980    | Los Angeles Lakers         | 22             | 82              | | [ 36 ] |        |
| 1980-81       | Boston Celtics                        | 62–20 (.756)  | 1981     | Boston Celtics          | Houston Rockets            | 1981    | Boston Celtics             | 23             | 82              | 1 equipo en expansión se unió | [ 37 ] |        |
| 1981-82       | Boston Celtics                        | 63–19 (.768)  | 1982     | Philadelphia 76ers      | Los Angeles Lakers         | 1982    | Los Angeles Lakers         | 23             | 82              | | [ 38 ] |        |
| 1982-83       | Philadelphia 76ers (6)                | 65–17 (.793)  | 1983     | Philadelphia 76ers      | Los Angeles Lakers         | 1983    | Philadelphia 76ers (3)     | 23             | 82              | Elegido uno de los 10 mejores equipos de la historia de la NBA                                                                                  | [ 39 ] |        |
| 1983-84       | Boston Celtics                        | 62–20 (.756)  | 1984     | Boston Celtics          | Los Angeles Lakers         | 1984    | Boston Celtics             | 23             | 82              | | [ 40 ] |        |
| 1984-85       | Boston Celtics                        | 63–19 (.768)  | 1985     | Boston Celtics          | Los Angeles Lakers         | 1985    | Los Angeles Lakers         | 23             | 82              | | [ 41 ] |        |
| 1985-86       | Boston Celtics                        | 67–15 (.817)  | 1986     | Boston Celtics          | Houston Rockets            | 1986    | Boston Celtics             | 23             | 82              | Elegido uno de los 10 mejores equipos de la historia de la NBA                                                                                  | [ 42 ] |        |
| 1986-87       | Los Angeles Lakers                    | 65–17 (.793)  | 1987     | Boston Celtics          | Los Angeles Lakers         | 1987    | Los Angeles Lakers         | 23             | 82              | Elegido uno de los 10 mejores equipos de la historia de la NBA                                                                                  | [ 43 ] |        |
| 1987-88       | Los Angeles Lakers                    | 62–20 (.756)  | 1988     | Detroit Pistons         | Los Angeles Lakers         | 1988    | Los Angeles Lakers         | 23             | 82              | | [ 44 ] |        |
| 1988-89       | Detroit Pistons                       | 63–19 (.768)  | 1989     | Detroit Pistons         | Los Angeles Lakers         | 1989    | Detroit Pistons            | 25             | 82              | 2 equipos en expansión se unieron; Elegido uno de los 10 mejores equipos de la historia de la NBA                                               | [ 45 ] |        |
| 1989-90       | Los Angeles Lakers                    | 63–19 (.768)  | 1990     | Detroit Pistons         | Portland Trail Blazers     | 1990    | Detroit Pistons            | 27             | 82              | 2 equipos en expansión se unieron | [ 46 ] |        |
| 1990-91       | Portland Trail Blazers (2)            | 63–19 (.768)  | 1991     | Chicago Bulls           | Los Angeles Lakers         | 1991    | Chicago Bulls              | 27             | 82              | | [ 47 ] |        |
| 1991-92       | Chicago Bulls                         | 67–15 (.817)  | 1992     | Chicago Bulls           | Portland Trail Blazers (3) | 1992    | Chicago Bulls              | 27             | 82              | Elegido uno de los 10 mejores equipos de la historia de la NBA                                                                                  | [ 48 ] |        |
| 1992-93       | Phoenix Suns                          | 62–20 (.756)  | 1993     | Chicago Bulls           | Phoenix Suns               | 1993    | Chicago Bulls              | 27             | 82              | | [ 49 ] |        |
| 1993-94       | Seattle Supersonics (1)               | 63–19 (.768)  | 1994     | New York Knicks         | Houston Rockets            | 1994    | Houston Rockets            | 27             | 82              | | [ 50 ] |        |
| 1994-95       | San Antonio Spurs                     | 62–20 (.756)  | 1995     | Orlando Magic           | Houston Rockets (4)        | 1995    | Houston Rockets (2)        | 27             | 82              | | [ 51 ] |        |
| 1995-96       | Chicago Bulls                         | 72–10 (.878)  | 1996     | Chicago Bulls           | Seattle SuperSonics        | 1996    | Chicago Bulls              | 29             | 82              | 2 equipos en expansión se unieron; Elegido uno de los 10 mejores equipos de la historia de la NBA                                               | [ 52 ] |        |
| 1996-97       | Chicago Bulls                         | 69–13 (.841)  | 1997     | Chicago Bulls           | Utah Jazz                  | 1997    | Chicago Bulls              | 29             | 82              | | [ 53 ] |        |
| 1997-98       | Utah Jazz                             | 62–20 (.756)  | 1998     | Chicago Bulls (6)       | Utah Jazz (2)              | 1998    | Chicago Bulls (6)          | 29             | 82              | | [ 54 ] |        |
| 1998-99       | San Antonio Spurs                     | 37–13 (.740)  | 1999     | New York Knicks (8)     | San Antonio Spurs          | 1999    | San Antonio Spurs          | 29             | 50              | Temporada acortada debido a la huelga | [ 56 ] |        |
| 1999-2000     | Los Angeles Lakers (9)                | 67–15 (.817)  | 2000     | Indiana Pacers          | Los Angeles Lakers         | 2000    | Los Angeles Lakers         | 29             | 82              | | [ 57 ] |        |
| 2000-01       | San Antonio Spurs                     | 58–24 (.707)  | 2001     | Philadelphia 76ers (9)  | Los Angeles Lakers         | 2001    | Los Angeles Lakers         | 29             | 82              | | [ 58 ] |        |
| 2001-02       | Sacramento Kings (3)                  | 61–21 (.744)  | 2002     | New Jersey Nets         | Los Angeles Lakers         | 2002    | Los Angeles Lakers         | 29             | 82              | | [ 59 ] |        |
| 2002-03       | San Antonio Spurs                     | 60–22 (.732)  | 2003     | New Jersey Nets (2)     | San Antonio Spurs          | 2003    | San Antonio Spurs          | 29             | 82              | | [ 60 ] |        |
| 2003-04       | Indiana Pacers (1)                    | 61–21 (.744)  | 2004     | Detroit Pistons         | Los Angeles Lakers         | 2004    | Detroit Pistons (3)        | 29             | 82              | | [ 61 ] |        |
| 2004-05       | Phoenix Suns                          | 62–20 (.756)  | 2005     | Detroit Pistons (7)     | San Antonio Spurs          | 2005    | San Antonio Spurs          | 30             | 82              | 1 equipo en expansión se unió | [ 62 ] |        |
| 2005-06       | Detroit Pistons (3)                   | 64–18 (.780)  | 2006     | Miami Heat              | Dallas Mavericks           | 2006    | Miami Heat                 | 30             | 82              | | [ 63 ] |        |
| 2006-07       | Dallas Mavericks (1)                  | 67–15 (.817)  | 2007     | Cleveland Cavaliers     | San Antonio Spurs          | 2007    | San Antonio Spurs          | 30             | 82              | | [ 64 ] |        |
| 2007-08       | Boston Celtics (18)                   | 66–16 (.805)  | 2008     | Boston Celtics          | Los Angeles Lakers         | 2008    | Boston Celtics (17)        | 30             | 82              | | [ 65 ] |        |
| 2008-09       | Cleveland Cavaliers                   | 66–16 (.805)  | 2009     | Orlando Magic (2)       | Los Angeles Lakers         | 2009    | Los Angeles Lakers         | 30             | 82              | | [ 66 ] |        |
| 2009-10       | Cleveland Cavaliers (2)               | 61–21 (.744)  | 2010     | Boston Celtics          | Los Angeles Lakers         | 2010    | Los Angeles Lakers         | 30             | 82              | | [ 67 ] |        |
| 2010-11       | Chicago Bulls                         | 62–20 (.756)  | 2011     | Miami Heat              | Dallas Mavericks (2)       | 2011    | Dallas Mavericks (1)       | 30             | 82              | | [ 68 ] |        |
| 2011-12       | Chicago Bulls (5)                     | 50–16 (.758)  | 2012     | Miami Heat              | Oklahoma City Thunder      | 2012    | Miami Heat                 | 30             | 66              | Temporada acortada debido a la huelga | [ 70 ] |        |
| 2012-13       | Miami Heat (1)                        | 66–16 (.805)  | 2013     | Miami Heat              | San Antonio Spurs          | 2013    | Miami Heat (3)             | 30             | 82              | | [ 71 ] |        |
| 2013-14       | San Antonio Spurs (5)                 | 62–20 (.756)  | 2014     | Miami Heat              | San Antonio Spurs (6)      | 2014    | San Antonio Spurs (5)      | 30             | 82              | | [ 72 ] |        |
| 2014-15       | Golden State Warriors                 | 67–15 (.817)  | 2015     | Cleveland Cavaliers     | Golden State Warriors      | 2015    | Golden State Warriors      | 30             | 82              | | [ 73 ] |        |
| 2015-16       | Golden State Warriors                 | 73–9 (.890)   | 2016     | Cleveland Cavaliers     | Golden State Warriors      | 2016    | Cleveland Cavaliers (1)    | 30             | 82              | | [ 74 ] |        |
| 2016-17       | Golden State Warriors (5)             | 67–15 (.817)  | 2017     | Cleveland Cavaliers     | Golden State Warriors      | 2017    | Golden State Warriors      | 30             | 82              | | [ 75 ] |        |
| 2017-18       | Houston Rockets (1)                   | 65–17 (.793)  | 2018     | Cleveland Cavaliers (5) | Golden State Warriors      | 2018    | Golden State Warriors      | 30             | 82              | | [ 76 ] |        |
| 2018-19       | Milwaukee Bucks                       | 60-22 (.732)  | 2019     | Toronto Raptors (1)     | Golden State Warriors      | 2019    | Toronto Raptors (1)        | 30             | 82              | |        |        |
| 2019-20       | Milwaukee Bucks                       | 56-17 (.767)  | 2020     | Miami Heat              | Los Angeles Lakers (32)    | 2020    | Los Angeles Lakers (17)    | 30             | 72-74           | Temporada acortada por la pandemia de COVID-19.                                                                                                 |        |        |
| 2020-21       | Utah Jazz (2)                         | 52-20 (.722)  | 2021     | Milwaukee Bucks (3)     | Phoenix Suns (3)           | 2021    | Milwaukee Bucks (2)        | 30             | 72              | Temporada acortada por la pandemia de COVID-19.                                                                                                 |        |        |
| 2021-22       | Phoenix Suns (3)                      | 64–18 (.780)  | 2022     | Boston Celtics (22)     | Golden State Warriors (12) | 2022    | Golden State Warriors (7)  | 30             | 82              | Aniversario #75 de la NBA. Se retomó un calendario de 82 partidos desde octubre hasta abril.                                                    | [ 77 ] |        |
| 2022-23       | Milwaukee Bucks (5)                   | 58–24 (.707)  | 2023     | Miami Heat (7)          | Denver Nuggets (1)         | 2023    | Denver Nuggets (1)         | 30             | 82              | |        |        |
| 2024-25       | Oklahoma City Thunder (5)             | 68–14 (.829)  | 2025     | Indiana Pacers (2)      | Oklahoma City Thunder      | 2025    | Oklahoma City Thunder      |                | 30              | 82 |        | [ 78 ] |
| Temp.         | Mejor balance                         | Récord        | Año      | Campeón Este            | Campeón Oeste              | Año     | Campeón                    | N.º de equipos | N.º de partidos | Notas | Ref.   |        |
| Temp. regular | Temp. regular                         | Temp. regular | Playoffs | Playoffs                | Playoffs                   | Finales | Finales                    | N.º de equipos | N.º de partidos | Notas | Ref.   |        |

1. ↑  Los Baltimore Bullets originales, que desaparecieron en 1954, no guardan relación con los actuales Washington Wizards
2. ↑  No hubo desempate, ambos equipos accedieron directamente a la segunda ronda de playoffs

## Playoffs y Finales
- Playoffs de la NBA
- Finales de Conferencia de la NBA
- Finales de la NBA

## Premios
- MVP de la Temporada de la NBA (Jugador más valioso de la Temporada). Recibe el Trofeo Maurice Podoloff, primer Presidente de la NBA en 1946.
- Premio Bill Russell al MVP de las Finales de la NBA (Jugador más valioso de las Finales)
- Rookie del Año de la NBA
- Mejor Defensor de la NBA
- Jugador Más Mejorado de la NBA
- Mejor Sexto Hombre de la NBA
- Jugador Más Deportivo de la NBA
- Mejor Quinteto de la NBA
- Mejor quinteto defensivo de la NBA
- Mejor quinteto de rookies de la NBA
- Entrenador del Año de la NBA
- Ejecutivo del Año de la NBA
- MVP del All-Star Game de la NBA (Jugador más valioso del All-Star Game)
- Premio Mejor Ciudadano J. Walter Kennedy
- Trofeo Walter A. Brown y Trofeo Larry O'Brien al Campeón de las Finales de la NBA

## All-Star Weekend
- All-Star Weekend de la NBA (fin de semana de las estrellas): tres días en los que se celebran diferentes eventos lúdico-deportivos por parte de los mejores jugadores de la NBA.
- All-Star Game de la NBA (partido de las estrellas): se enfrentan el equipo de la Conferencia Este contra el de la Conferencia Oeste.
- MVP del All-Star Game de la NBA (Jugador más valioso del All-Star Game): elección del mejor jugador del partido de las estrellas.
- Lista de All-Stars de la NBA: lista de todos los jugadores NBA que han participado en el partido de las estrellas.
- Partido de rookies: duelo entre los mejores jugadores de primer año (rookies) y los de segundo año (sophomores).
- Concurso de Triples: los mejores tiradores de tiros de tres se enfrentan en sucesivas rondas eliminatorias hasta quedar un ganador.
- Concurso de Mates: los mejores realizadores de mates ("matadores") se enfrentan en sucesivas rondas eliminatorias hasta quedar un ganador.
- Concurso de habilidades baloncestísticas: competición dedicada mayoritariamente a los bases más rápidos y hábiles de la liga.
- Concurso "Shooting Stars": partido de dos equipos de tres jugadores, que constan cada uno de un jugador NBA, una componente de la liga femenina WNBA y una leyenda retirada.